# Glaucocharis
Glaucocharis is een geslacht van vlinders van de familie grasmotten (Crambidae), uit de onderfamilie Crambinae.

## Soorten
- G. aeolocnemis Meyrick, 1931
- G. ajaxella Bleszynski, 1966
- G. alatella Wang & Sung, 1988
- G. albilinealis Hampson, 1896
- G. alypophanes (Turner, 1904)
- G. amydra Tams, 1935
- G. apiculella Wang & Sung, 1988
- G. assamensis Gaskin, 1988
- G. auriscriptella Walker, 1864
- G. bathrogramma Meyrick, 1933
- G. beculella Wang & Sung, 1988
- G. bifidella Wang & Sung, 1988
- G. bilinealis Amsel, 1961
- G. bipunctella (Walker, 1860)
- G. brandti Gaskin, 1985
- G. burmanella Gaskin, 1988
- G. calliptera Tams, 1935
- G. celebesensis Gaskin, 1975
- G. clandestina Gaskin, 1985
- G. classeyi Gaskin, 1985
- G. clytia Bleszynski, 1966
- G. comparella Gaskin, 1985
- G. copernici Bleszynski, 1965
- G. cheesmani Gaskin, 1975
- G. chelatella Wang & Sung, 1988
- G. chrysoclyta Meyrick, 1882
- G. dialitha Tams, 1935
- G. dilatella (Meyrick, 1879)
- G. ediella Gaskin, 1985
- G. eichhorni Gaskin, 1975
- G. elaina Meyrick, 1882
- G. electra Bleszynski, 1965
- G. epiphaea Meyrick, 1885
- G. equestris Meyrick, 1931
- G. euchromiella (Ragonot, 1895)
- G. exotica Gaskin, 1975
- G. exsectella Christoph, 1881
- G. fehrei Gaskin, 1985
- G. fijiensis Gaskin, 1985
- G. flavescens Gaskin, 1975
- G. forcipella Wang & Sung, 1988
- G. furculella Wang & Sung, 1988
- G. fusca Gaskin, 1975
- G. fuscobasella Snellen, 1900
- G. fuscopinna Gaskin, 1988
- G. griseolalis Hampson, 1895
- G. haganella Gaskin, 1985
- G. harmonica Meyrick, 1888
- G. helioctypa Meyrick, 1882
- G. himalayana Gaskin, 1988
- G. hobbyi Gaskin, 1975
- G. holanthes Meyrick, 1885
- G. ibatianensis Gaskin, 1975
- G. incisella Bleszynski, 1970
- G. infundella Wang & Sung, 1988
- G. interruptus Felder, 1875
- G. javaensis Gaskin, 1975
- G. kangraensis Gaskin, 1988
- G. khasiella Gaskin, 1988
- G. lathonia Bleszynski, 1966
- G. lepidella Walker, 1866
- G. leucoxantha Meyrick, 1882
- G. lunatella Wang & Sung, 1988
- G. maculosa Bassi & Mey, 2011
- G. margretella Gaskin, 1985
- G. melistoma Meyrick, 1931

- G. melli Caradja & Meyrick, 1933
- G. metallifera Butler, 1877
- G. microdora Meyrick, 1905
- G. microxantha (Meyrick, 1897)
- G. minimalis Hampson, 1919
- G. minutalis Hampson, 1893
- G. molydocrossa (Turner, 1904)
- G. molleri Gaskin, 1988
- G. moriokensis Okano, 1962
- G. morobella Bleszynski, 1966
- G. muscela Fryer, 1912
- G. mutuurella Bleszynski, 1965
- G. natalensis (Hampson, 1919)
- G. neotafanella Gaskin, 1985
- G. novaehebridensis Gaskin, 1975
- G. octacornutella Wang & Sung, 1988
- G. ochracealis (Walker, 1866)
- G. ochronella Wang & Sung, 1988
- G. ochrophanes Meyrick, 1931
- G. omeishani Bleszynski, 1965
- G. palidella Wang & Sung, 1988
- G. papuanensis Gaskin, 1985
- G. paradisella (Błeszyński, 1966)
- G. parmulella Wang & Sung, 1988
- G. parorma Meyrick, 1924
- G. pauli Gaskin, 1985
- G. penetrata Meyrick, 1933
- G. pilcheri Gaskin, 1988
- G. planetopa Meyrick, 1923
- G. pogonias (Turner, 1911)
- G. pomae Wang & Sung, 1988
- G. praemialis Meyrick, 1931
- G. preangerella Gaskin, 1975
- G. properpraemialis Gaskin, 1975
- G. pyrsophanes Meyrick, 1882
- G. queenslandensis (Gaskin, 1975)
- G. qujingella Wang & Sung, 1988
- G. ramona Bleszynski, 1965
- G. rectifascialis Gaskin, 1988
- G. reniella Wang & Sung, 1988
- G. rhamphella Wang & Sung, 1988
- G. robinsoni Gaskin, 1985
- G. rosanna Bleszynski, 1965
- G. rosannoides Bleszynski, 1965
- G. rossi Gaskin, 1985
- G. rothschildi Gaskin, 1985
- G. rusticula Meyrick, 1931
- G. selenaea Meyrick, 1885
- G. sericophthalma Meyrick, 1933
- G. sikkimella Gaskin, 1988
- G. simmondsi Gaskin, 1975
- G. spinulella Wang & Sung, 1988
- G. stella Meyrick, 1938
- G. stenura (Turner, 1904)
- G. subalbilinealis Bleszynski, 1965
- G. subnatalensis (Błeszyński, 1970)
- G. sumatraensis Gaskin, 1975
- G. swanni Gaskin, 1988
- G. taeniata Wang & Sung, 1988
- G. tafanella Gaskin, 1985
- G. taphrophracta Meyrick, 1934
- G. torva (Lucas, 1898)
- G. tripunctata Moore, 1888
- G. tyriochrysa Meyrick, 1933
- G. vermeeri Błeszyński, 1965
- G. xanthogramma Meyrick, 1931